# Чханнён
Чханнён (кор. 창녕군?, 昌寧郡?, Чханнён-гун) — уезд в провинции Кёнсан-Намдо, Южная Корея.

## История
Человеческие поселения находились на территории уезда уже в I тысячелетии до н. э. Первые записи о поселениях на территории Чханнёна могут быть найдены в «Самгук саги», они относятся к племенному союзу Пульсагук (Пихва Кая), существовавшему около 1 века до н. э. и входившему в состав племенного союза Кая. В эпоху Силла (555 год) здесь было утверждена администрация, а через 10 лет местность получила название Хваван и статус уезда (кун или гун). Современное название уезд получил самом начале эпохи Корё. В эпоху династии Чосон, в 1631 году, Чханнён стал независимым районом (хёном), а в конце правления династии, в 1895 году, после административной реформы, вошёл в состав города Тэгу, однако уже в следующем году был отделён от Тэгу и перешёл под юрисдикцию Кёнсан-Намдо. Статус уезда был возвращён Чханнёну в 1914 году.

## География
Уезд расположен в северной части провинции Кёнсан-Намдо. Граничит на севере с городом Тэгу, на востоке с уездом Чхондо и городом Миряном, на юго-западе — с Хапчхоном, Ыйрёном, Хаманом и Чханвоном. Ландшафт преимущественно горный.

## Административное деление
Чханнён административно делится на 2 ыпа и 12 мёнов:

| Название   | Хангыль | Площадь, км² | Население, чел | Внутреннее деление |
| ---------- | ------- | ------------ | -------------- | ------------------ |
| Намджиып   | 남지읍  | 55,24        | 10 841         | 14 ри              |
| Чханнёнып  | 창녕읍  | 61,42        | 17 160         | 17 ри              |
| Ибанмён    | 이방면  | 46,41        | 3 103          | 13 ри              |
| Йонсанмён  | 영산면  | 29,37        | 6 452          | 9 ри               |
| Кесонмён   | 계성면  | 27,88        | 2 808          | 6 ри               |
| Кильгокмён | 길곡면  | 27,57        | 1 481          | 4 ри               |
| Коаммён    | 고암면  | 44,45        | 2 048          | 8 ри               |
| Пугокмён   | 부곡면  | 40,11        | 4 278          | 10 ри              |
| Сонсанмён  | 성산면  | 47,06        | 1 662          | 9 ри               |
| Точхонмён  | 도천면  | 25,46        | 2 983          | 8 ри               |
| Тэджимён   | 대지면  | 18,01        | 2 593          | 8 ри               |
| Тэхапмён   | 대합면  | 46,57        | 4 391          | 16 ри              |
| Чанмамён   | 장마면  | 30           | 2 076          | 8 ри               |
| Юомён      | 유어면  | 33,29        | 2 222          | 9 ри               |

## Туризм и достопримечательности
- Чханнёнский исторический музей — содержит экспонаты, относящиеся прежде всего к культурному наследию племенного союза Кая. Все в экспозиции около 800 экспонатов.[4]
- Буддийский храм Кваннёнса (постройка 1401 года). Ряд построек и скульптур, находящихся на территории храма, входят в списки культурного и исторического наследия Кореи.[5]
- Заповедник Упхо — место гнездовья большого количества перелётных птиц[6].
- Горячие источники Пугок. Сейчас здесь расположен крупный спа-курорт, возведена соответствующая инфраструктура.[7]
- Экологический центр Чханнёна. Объект исследований и наблюдений — местные заболоченные территории. Здесь же работает небольшой музей, проводятся семинары и лекции для детей и студенов.[8]
- Фестиваль сжигания травы — проводится ежегодно в октябре. В рамках фестиваля проходят театрализованные церемонии поклонения горным духам, а также традиционное для местного крестьянства ритуальное сжигание старой травы.[9]

## Символы
Как и другие города и уезды Южной Кореи, Чханнён имеет ряд символов:
- Цветок: хризантема — символизирует достаток и стабильность.
- Дерево: гингко — символизирует долголетие.
- Птица: цапля — является символом мудрости.

## Города-побратимы
Чханнён имеет ряд городов-побратимов:
- Сэндай (префектура Мияги), Япония
- Шанчжи (провинция Хэйлунцзян), Китай